# Башкирське повстання (1662-1664)
Башкирське повстання 1662—1664 років — одне з перших великих башкирських повстань другої половини XVII століття.

## Причини повстання
Основна причина полягала в побоюваннях башкирів втратити внаслідок московської експансії вотчинні права на землі, отримані за умовами приєднання до Московського царства. Також були незадоволені свавіллям уфимського воєводи та висловлювали невдоволення зростанням податків, зловживаннями чиновників під час їх збирання.

## Територія повстання
Повстання поширилося на території від середньої течії річок Ісеть, Міас на сході до середньої течії Ками на заході, від річки Яїк (нині Урал) на півдні до річки Чусової на півночі.

## Хід бойових дій
Повстання почалося влітку 1662 в Заураллі. Башкири під керівництвом Сари Мергена, Урасланбека Баккіна та інших ватажків атакували Катайский острог, Далматів і Нев'янський монастирі, Арамільську, Ірбітську, Білослудську, Мурзинську та інші слободи, зайняли деякі з них. На боротьбу з повсталими царський уряд направив значні військові сили. Біля озера Іртяш відбувся великий бій. Іншим районом боротьби був Північний Башкортостан, де повстанці зайняли місто Кунгур, Степанівський острог, Воздвиженський і Рождественський монастирі, розорили московські села по річці Силва. Повстання охопило також Ногайську і Казанську дороги. Повстанці під проводом Гаура Акбулатова і Улекея Кривого обложили Уфу, Мензелинськ, інші фортеці та села. Проти ногайських і казанських башкирів уряд направив великі сили на чолі з казанським воєводою князем Ф. Ф. Волконським. Прибувши в Уфу, він направив проти повсталих каральні загони, одночасно звернувся до башкирів із закликом припинити боротьбу. Восени 1662 року більшість башкир погодилася на переговори, які закінчилися безрезультатно.
Навесні 1663 року повстання відновилося і охопило всю територію Башкортостану. Вирішуючи продовжити справу, повсталі намагалися знайти союзників. Башкири Сибірської дороги зміцнювали колишні зв'язки з народами Зауралля. Крім того, вони встановили контакт з царевичем Кучуком, правнуком Кучума. В цей час Башкортостан на південному сході межував із землями, де мешкали нащадки сибірського хана Кучума. Претендуючи на землі колишнього Сибірського ханства, Кучумовичі шукали привід, щоб організувати антимосковські виступи. Отже, повстання в Башкортостані було для них дуже доречним. Починаючи з зими цього року сибірський царевич Кучук знаходиться серед башкирів Сибірської дороги. Кучук з'явився в таборі повстанців після смерті їхнього головного ватажка Сари Мергена на початку 1663 року.
Зауральські повстанці діяли в басейнах річок Ісеть, Нейва, Ірбит, нападали на остроги, слободи, монастирі, засновані на башкирських землях. Повсталі Ногайської і Казанської доріг як і раніше діяли в центрі і на заході краю, поблизу Уфи і Закамских фортець. Жителі цих доріг також шукали союзників. Вони встановили зв'язок з калмицькими тайшами Дайчіном і Аюкою. Башкирів підтримували мансі (вогули), сибірські і кунгурські татари, марі, калмики. Царський уряд знову запропонував башкирам почати переговори. Повстанці Ногайської дороги восени 1663 року відновили переговори з уфимським воєводою. Їх посли Дінмухамет Юлаєв і Актай Досмухаметов в початком 1664 відправилися в Москву, в лютому повернулися з жалуваною грамотою, в якій цар задовольнив вимоги ногайських башкир. Башкири Казанської дороги почали переговори з уфимським воєводою влітку 1664 року. Восени 1664 року відновили переговори з царською владою сибірські башкири. Їх посли побували в Тобольську і уклали угоду з воєводою.

## Підсумки повстання
Царський уряд, не зумівши розгромити повстанців, змушений був задовольнити їхні основні вимоги. Уфимський воєвода стольник А. М. Волконський був достроково знятий з посади, на його місце на прохання башкирів поставили стольника Ф. І. Сомова. Більш суттєва була поступка уряду щодо земельного питання: офіційно було підтверджено вотчинное право башкир на землю. Новому воєводі було наказано розглянути чолобитні башкир на захоплення земель прийшлим населенням і задовольнити їх вимоги. Уряд обіцяв також покінчити зі зловживаннями збирачів ясаку.